# Flabellum marcus
Flabellum marcus är en korallart som beskrevs av Keller 1974. Flabellum marcus ingår i släktet Flabellum och familjen Flabellidae. Inga underarter finns listade i Catalogue of Life.